# Theodore Beckman
Theodore N. Beckman (n. 3 septembrie 1895, Soroca, gubernia Basarabia, Imperiul Rus – d. 21 aprilie 1973, Columbus, Ohio, SUA) a fost un evreu basarabean, economist, profesor și comerciant american. Este considerat drept unul dintre pionierii marketingului..

## Biografie
S-a născut în orașul Soroca din același ținut, gubernia Basarabia, Imperiul Rus, în familia lui Nuhim Beckman și Perl Traistman. A absolvit liceul din Soroca, după care familia a emigrat în Statele Unite. În America a obținut o diplomă în management (1920), a trecut masteratul (1922) și doctoratul (1924) la Universitatea de Stat din Ohio. În anii 1921-1925 a servit ca instructor în departamentul Institutului Național de Credit din Columbus. În 1925 a devenit instructor în economie și sociologie la universitatea pe care a absolvit-o, iar din 1927 a fost profesor asistent de marketing, din 1929, profesor asociat și din 1932 până la pensionarea sa în 1966, a fost profesor.
În anii 1929-1932 a condus departamentul de afaceri cu ridicata la Biroul recensământului, apoi a servit ca consultant în Departamentul Muncii, consultant șef al Oficiului Civil de Aprovizionare în timpul celui de-al doilea război mondial până la înscrierea în armată..
Este autor al lucrărilor științifice, precum și al unui număr de monografii și manuale retipărite în domeniul marketingului și altor domenii ale economiei („Credite și taxe fiscale în teorie și practică”, „Economia comerțului cu ridicata”, „Marketing”, „Noțiuni fundamentale de marketing”). Manualul său „Marketing” (inițial „Principiile marketingului”) a trecut prin nouă reeditări între 1927 și 1973 și a servit ca manual principal despre această disciplină în universitățile din SUA. Un alt manual cu privire la economia angro a trecut prin trei reeditări (1937-1959); „Credite și colecții: management și teorie” pri opt reeditări (1924-1969). Au fost publicate, de asemenea, diverse suplimente, talbituri și materiale didactice pentru aceste manuale.

## Monigrafii
- Credits and Collections in Theory and Practice. New York: McGraw-Hill, 1924.
- Collection Correspondence and Agency Practice. New York: McGraw-Hill, 1925, 1949, 1955, 1962.
- The Economics of Hardware Wholesaling. Implement & Hardware Trade, 1927.
- Principles of Marketing. New York: The Ronald Press, 1927, 1932, 1939, 1946, 1957.
- The Census of Distribution: The Practical Usefulness of the Census of Distribution. United States Bureau of the Census, 1930.
- Wholesaling: principles and practice. New York: The Ronald Press, 1937.
- The Chain Store Problem: A Critical Analysis. New York: McGraw-Hill, 1938.
- Salesmen’s Compensation Survey. National Wholesale Druggists' Association, 1939.
- Cases in Credits and Collections. New York: McGraw-Hill Book Company, 1949.
- Teacher’s manual to accompany the fifth edition of «Credits and Collections in Theory and Practice». New York: McGraw-Hill, 1950, 1969.
- Wholesaling. Third edition. New York: Ronald Press, 1959. — 705 p.
- Marketing. New York: Ronald Press, 1962, 1967, девятое издание — 1973. — 872 p.
- Credit and Collection Policies and Procedures for Savings Associations. American Savings and Loan Institute Press, 1964.
- Credits and Collections: management and theory. Восьмое издание. New York: McGraw-Hill, 1969.